# Lensbaby
Lensbaby – firma ze Stanów Zjednoczonych, produkująca sprzęt optyczny do aparatów fotograficznych. Głównymi produktami są obiektywy manualne zapewniające różnego rodzaju kreatywne efekty.
Do najbardziej znanych obiektywów są te zapewniające efekt pochylenia znane z obiektów typu Tilt-shift.
Oprócz oferty dla takich aparatów jak Fujifilm, Nikon, Canon, Pentax, Sony E oraz system Mikro Cztery Trzecie, posiada w ofercie także obiektywy do smartfonów.